# Satomi Watanabe
Pour les articles homonymes, voir Watanabe.
Satomi Watanabe (渡邉 聡美, Watanabe Satomi) née le 15 janvier 1999 à Yokohama est une joueuse professionnelle de squash représentant le Japon. Elle atteint en juin 2025 la 6e place mondiale sur le circuit international, son meilleur classement. Elle est la première Japonaise à intégrer le top 10 mondial et elle est championne du Japon à cinq reprises entre 2017 et 2024.

## Biographie
A l'âge de douze ans, elle s’installe à Penang pour être entraînée par le célèbre entraîneur Aaron Soyza faute de grands entraîneurs au Japon avant que sa mère et sa sœur cadette ne déménagent également à Penang l'année suivante. En junior, elle remporte l'US Open junior et elle est championne d'Asie junior en 2016. Encore junior, elle s'illustre lors du championnat du monde 2017 où après des victoires en qualification sur Samantha Cornett et sur sa compatriote Misaki Kobayashi, elle s'impose nettement au premier tour du tournoi final face à la tête de série no 12 l'Anglaise Emily Whitlock avant de s'incliner face à la no 1 mondiale et championne du monde Nour El Sherbini. Elle termine sa carrière junior en s'inclinant en finale du prestigieux British Junior Open face à Sivasangari Subramaniam, autre révélation de la saison 2017. Elle devient championne du Japon en 2017 en s'imposant face à Misaki Kobayashi, vainqueur de 8 titres consécutifs et conserve son titre en 2018 et 2019. Après une période peu active au squash avec la COVID-19, elle redevient championne du Japon en 2022. En novembre 2022, lors du Hong Kong Open, elle devient la première joueuse japonaise à atteindre les quarts de finale d'un tournoi Platinum, catégorie la plus prestigieuse en ne s'inclinant que face à la no 1 mondiale Nouran Gohar.
En décembre 2022, elle participe aux championnats du monde par équipes à la tête de l'équipe du Japon, remporte tous ses matchs, s'imposant successivement face à Mélissa Alves, Aifa Azman, Emilia Soini, Donna Lobban, Cindy Merlo et Alexandra Fuller et elle est désignée comme MVP des championnats.
En avril 2023, elle remporte un tournoi challenger 30, sa plus grosse victoire et devient la première joueuse japonaise à rentrer dans le top 20,. En mars 2024, elle remporte son premier titre sur le circuit principal face à la Belge Nele Gilis en finale du tournoi Optasia Championships. En octobre 2024, elle dispute sa première finale d'un tournoi Gold Silicon Valley Open 2024 face à l'Américaine Olivia Fiechter,. En janvier 2025, elle remporte le titre le plus important de sa carrière avec le tournoi Silver Squash in the Land 2025 en s'imposant face à l'Américaine Amanda Sobhy.
En mars 2025, après sa finale à l'Open de Nouvelle-Zélande de squash, elle devient la première Japonaise à intégrer le top 10.

## Palmarès

### Titres
- Cleveland Classic : 2025
- Optasia Championships : 2024
- * Jeux mondiaux : 2025
- Championnats du Japon: 5 titres (2017-2019, 2022, 2024)

### Finales
- Palm Hills Squash Open 2025
- Open de Nouvelle-Zélande de squash: 2025
- Silicon Valley Open 2024
- Australian Open : 2019
- Open de Malaisie : 2018[16]